# فرودگاه پاشکوفسکی
فرودگاه پاشکوفسکی (به روسی: Международный аэропорт Краснодар) فرودگاهی عمومی واقع در کراسنودار در کشور روسیه است که توسط JSC Krasnodar International Airport اداره می‌شود.

## شرکت‌های هواپیمایی و مقصدهای پروازی

### مسافری
| شرکت‌های هواپیمایی                      | مقصدهای پروازی |
| -------------------------------------- | --- |
| آئروفلوت                               | شرمتیوو |
| آئروفلوت اجرا توسط روسیه ایرلاینز      | ونوکووا، پالکوو, کولتسوو، زوارتنوتس |
| ایر قرقیزستان                          | مناس |
| ایر مولداوا                            | کیشیناو |
| Alrosa Mirny Air Enterprise            | یملیانو، میرنی، دوموده‌دوو، تولمچوا، Talakan |
| اطلس گلوبال                            | آتاترک |
| آسترین ایرلاینز                        | وین |
| اویا ترافیک کمپانی                     | مناس |
| بلاویا                                 | مینسک |
| الین‌ایر                                | فصلی: سالونیک |
| فلای‌دبی                                | دوبی |
| آی-فلای                                | چارتر فصلی: آنتالیا |
| ایر آئرو                               | فصلی: تسنترالنی |
| Nordavia                               | بن گوریون فصلی: استریگینو، سیکتیوکار |
| نورداستار                              | الیکل، تولمچوا |
| Pegas Fly                              | چارتر فصلی: آنتالیا، هراکلین، النفیضه حمامات |
| پگاسوس ایرلاینز                        | صبیحه گوکچن |
| رد وینگز ایرلاینز                      | فصلی: پالکوو |
| RusLine                                | کورومچ، سالونیک |
| اس۷ ایرلاینز                           | دوموده‌دوو، تولمچوا |
| اس۷ ایرلاینز اجرا توسط گلوبوس ایرلاینز | دوموده‌دوو |
| Taron Avia                             | شیراک |
| اسکات ایرلاینز                         | آقتائو |
| سامان ایر                              | دوشنبه، خجند |
| اورال ایرلاینز                         | دوشنبه (suspended), کالوگا گرابتسف، لارناکا، دوموده‌دوو، نمنگان، تولمچوا، تاشکند، بن گوریون، ولادی‌وستوک، کولتسوو فصلی: ورونا (آغاز از ۳۰ دسامبر ۲۰۱۷) |
| یوتی‌ایر اوییشن                         | ونوکووا، سوچی, پالکوو, سورگوت، سالونیک، زوارتنوتس |
| UVT Aero                               | قازان, نیژنوارتوفسک, بولشویه ساوینو |
| ازبکستان ایرویز                        | تاشکند |
| VIM Airlines                           | دوموده‌دوو، نووی اورنگوی |
| یاکوتیا ایرلاینز                       | سوکول، ونوکووا، تولمچوا، پراگ رازیون، رسچینو فصلی: فرغانه، فدریکو فلینی                                                                              |

### Charter
| شرکت‌های هواپیمایی | مقصدهای پروازی                    |
| ----------------- | --------------------------------- |
| ایر اروپا         | چارتر فصلی: بارسلونا-ال پرات      |
| Azur Air          | چارتر فصلی: کام رانح، سووارنابومی |